# Arno Menses
Arno Menses ist ein niederländischer Musiker, bekannt als Lead-Sänger der Progressive-Rock-Bands Sieges Even und Subsignal.

## Biografie
Arno Menses, geboren im niederländischen Rotterdam in Provinz Zuid-Holland, begann seine musikalische Karriere als Schlagzeuger, bevor er zum Lead-Gesang wechselte. Seit 2003 ist er als Musiker aktiv und hat mit mehreren Bands im Bereich des Progressive Rock und Metal zusammengearbeitet. Im Laufe seiner Karriere zeigte Menses Fähigkeiten im Gesang, Schlagzeug, Bass und Keyboard.

## Musikalische Laufbahn

### Bonebag
In den frühen Phasen seiner Karriere war Menses Schlagzeuger und lieferte Hintergrundgesang für die Band Bonebag. Die Band veröffentlichte ihr Debütalbum „Noli me Tangere“ im Jahr 2007, mit Beiträgen von Menses am Schlagzeug und Hintergrundgesang zu allen Titeln des Albums. Die Gruppe löste sich kurz nach ihrer Debüt-Tour auf.

### Sieges Even
Menses trat Sieges Even während ihrer Pause im Jahr 2003 bei. Seine Zeit bei der Band sah die Veröffentlichung von Alben wie The Art of Navigating by the Stars, das eine Verschiebung im Sound der Band markierte, mit längeren Kompositionen und einem melodischeren Ansatz.
Die Zusammenarbeit mit der Band setzte sich mit der Veröffentlichung von Paramount im Jahr 2007 fort, gefolgt von einem Live-Album Playgrounds im Jahr 2008.
Nach einer Tour als Vorband für Journey löste sich die Band wegen interner Konflikte auf.

### Subsignal
Im Jahr 2007 gründeten Menses und der Sieges Even Gitarrist Markus Steffen die Band Subsignal. Seit ihrer Gründung hat die Band mehrere Alben veröffentlicht und Erfolge in den deutschen Charts erzielt mit Alben wie Touchstones (2011), Paraiso (2013) und La Muerta (2018).

## Sieges Even Veröffentlichungen
- The Art of Navigating by the Stars (2005)
- Paramount (2007)
- Playgrounds (2008)

## Subsignal Veröffentlichungen
- Beautiful & Monstrous (2009)
- Touchstones (2011)
- Paraiso (2013)
- Out the must be something, live in Mannheim (DVD/2013)
- The Beacons of Somewhere, Sometime (2015)
- La Muerta (2018)
- A Canopy Of Stars (The Best Of 2009–2015)
- A Song for the Homeless-Live in Rüsselsheim (2019)
- A Poetry of Rain (2023)

## Weitere musikalische Auftritte
Menses hat in verschiedenen Kapazitäten mit anderen Künstlern zusammengearbeitet und zu folgenden Projekten beigetragen:
- Android Soul – Disappointing Paradise (2008)
- Roel van Helden – RvH (2009)
- Another Perfect Day – The Gothenburg Post Scriptum (2010)
- Soul Secret – Closer To Daylight (2011)
- Extrovert – Ascension (2011)
- Dreamscape – Everlight (2012)
- Seven Steps to the Green Door – Fetish (2015)
- Blind Ego – Liquid (2016)
- Entering Polaris (2018)
- PreHistoric Animals – The Magical Mystery Machine (2020)
- Kalle Wallner – Voices (2022)
- Project: Patchwork – Ultima Ratio (2022)
- Marek Arnold´s Artrock Project (2023)
- Entering Polaris – Atlantean Shores  (2023)
- Lind – The Justification Of Reality Part II (2023)
- HERC – Melian (2023)